# Coração de Papel
Coração de Papel é o álbum de estreia do cantor brasileiro Sérgio Reis, lançado em vinil no ano de 1967 através da Odeon. Influenciado pelo movimento da Jovem Guarda e por Luiz Gonzaga, que estava em evidência na época, o disco conta com faixas de temáticas românticas e joviais.
A canção que dá título ao álbum foi um grande sucesso e tornou-se um dos maiores clássicos do artista, sendo apresentada até os dias de hoje nos shows dele. O disco tem composições próprias do cantor, além da participação de outros compositores nas faixas "Solidão", "Vem Amor" e "Ninguém Vai Nos Separar", "Amor Nada Mais" é uma versão em língua portuguesa para Here, There and Everywhere dos Beatles.
A produção do disco foi assinada por Tony Campelo, cantor e produtor musical brasileiro. Este foi um dos únicos discos de Sérgio Reis com influências de rock'n'roll e música pop internacional, já que o artista viria a se tornar um dos maiores nomes da música sertaneja a partir dos anos 70.

## Lista de faixas
| Lado A         |                                               |                                         |         |  |
| N.º            | Título                                        | Compositor(es)                          | Duração |  |
| 1.             | "Coração de Papel"                            | Sérgio Reis                             | 3:05    |  |
| 2.             | "Eu Resolvi Não Lhe Deixar"                   | Sérgio Reis                             | 2:57    |  |
| 3.             | "Amor Nada Mais (Here, There and Everywhere)" | Paul McCartney, John Lennon, Fred Jorge | 2:29    |  |
| 4.             | "Essa eu Não Entendi"                         | Sérgio Reis                             | 2:36    |  |
| 5.             | "Graças a Deus"                               | Sérgio Reis                             | 2:41    |  |
| 6.             | "Falta Você"                                  | Sérgio Reis                             | 2:55    |  |
| Duração total: | Duração total:                                | Duração total:                          | 16:46   |  |

| Lado B         |                              |                               |         |  |
| N.º            | Título                       | Compositor(es)                | Duração |  |
| 7.             | "Fonte de Lágrimas"          | Sérgio Reis                   | 1:53    |  |
| 8.             | "Viva a Esperança"           | Sérgio Reis                   | 3:13    |  |
| 9.             | "É Mentira o que Você Ouviu" | Sérgio Reis                   | 2:35    |  |
| 10.            | "Solidão"                    | Chil Delberto, Eduardo Araújo | 3:02    |  |
| 11.            | "Vem Amor"                   | Geraldo Nunes, Arnaldo Silva  | 2:26    |  |
| 12.            | "Ninguém Vai nos Separar"    | Dori Édson, Marcos Roberto    | 2:19    |  |
| Duração total: | Duração total:               | Duração total:                | 16:28   |  |